# Катастрофа CRJ200 под Джефферсон-Сити
Катастрофа CRJ200 под Джефферсон-Сити — авиационная катастрофа, произошедшая в четверг, 14 октября 2004 года около аэропорта Джефферсон-Сити. Пассажирский самолёт Bombardier CL-600-2B19 (CRJ-200ER) американской авиакомпании Pinnacle Airlines, работавшей под брендом Northwest Airlink, который должен был выполнять перегоночный рейс 9E3701 по маршруту Литл-Рок—Миннеаполис, разбился около Джефферсон-Сити (штат Миссури). Оба пилота, находившиеся на борту, погибли.

## Самолёт
Bombardier CL-600-2B19 с регистрационным номером N8369A (серийный 7396) был выпущен в 2000 году в Канаде и 18 мая поступил в авиакомпанию Pinnacle Airlines, а на день катастрофы имел общую наработку 10 168 часов и 9613 циклов «взлёт—посадка». Пассажировместимость салона составляла 50 мест. Самолёт был оборудован двумя двухконтурными реактивными двигателями General Electric CF34-3B1. Левый двигатель был установлен на борт N8369A 6 апреля 2004 года, а его общая наработка составляла 8856 часов и 8480 циклов «взлёт—посадка». Правый двигатель был установлен в октябре 2003 года, а его общая наработка составляла 2304 часов и 1971 цикл «взлёт—посадка»

## Экипаж
- Командир воздушного судна — 31-летний Джесси Роудз (англ. Jesse Rhodes). Квалификацию пилота самолётов CRJ получил в августе 2004 года, а общий лётный стаж составлял 6900 часов, из которых 5055 часов были в должности командира, а 973 часа — на типе CRJ-200, в том числе 150 часов в должности командира CRJ-200.[2]
- Второй пилот — 23-летний Питер Сизарс (англ. Peter Cesarz). До Pinnacle Airlines с октября 2002 года работал в Gulfstream International Airlines в должности второго пилота Beechcraft 1900. В Pinnacle Airlines — с февраля 2003 года, а общий лётный стаж составлял 761 часов, в том числе 222 часа на типе CRJ-200.[3]

## Расследование
Расследованием причин катастрофы рейса 9E 3701 занялся Национальный совет по безопасности на транспорте (NTSB).
Окончательный отчёт расследования был опубликован 9 января 2007 года.
Национальный совет по безопасности на транспорте опубликовал свой окончательный отчет о рейсе 3701, в котором сделан вывод о том, что вероятными причинами аварии были:
- непрофессиональное поведение пилотов, отклонение от стандартных рабочих процедур и низкое пилотажное мастерство;
- несвоевременная подготовка пилотов к аварийной посадке, в том числе сообщение авиадиспетчерам сразу после аварийной ситуации об отказе обоих двигателей и наличии посадочных площадок;
- неправильное выполнение пилотами контрольного списка двойного отказа двигателя.